# Niedersächsisches Denkmalschutzgesetz
Das Niedersächsische Denkmalschutzgesetz vom 30. Mai 1978 (gültig ab 1. April 1979) ist die Grundlage des Denkmalrechts im deutschen Land Niedersachsen. Das Gesetz wird in der Regel mit der Abkürzung NDSchG zitiert. Es ist eines von 16 Denkmalschutzgesetzen in Deutschland, da die Gesetzgebungskompetenz für den Denkmalschutz aufgrund der Kulturhoheit der Länder auf der Ebene der Länder liegt.

## Geschichte

„Protest!“-Anzeige gegen den Abriss des Baudenkmals Villa Willmer in Hannover und für ein Niedersächsisches Denkmalschutzgesetz;
1970 in der Hannoverschen Allgemeinen Zeitung

### Entwicklung
Das Land Niedersachsen wurde in seiner heutigen Form erst 1946 geschaffen. Die Vorgängerterritorien, aus denen es sich zusammensetzt, brachten alle ihre eigenen denkmalschutzrechtlichen Bestimmungen mit, die bis 1979 galten. Dazu zählten u. a.:
- Vorschriften des Allgemeinen Landrechts für die Preußischen Staaten vom 5. Februar 1794 (Erster Teil, Titel 8, § 33),
- Verunstaltungsgesetze der Länder Preußen (1902, 1907), Oldenburg (1910) und Braunschweig (1911),
- Denkmalschutzgesetz für das Großherzogtum Oldenburg vom 18. März 1911,
- Preußisches Ausgrabungsgesetz vom 26. März 1914,
- Heimatschutzgesetz des Landes Braunschweig von 1934,

Diese älteren Gesetze sind für Niedersachsen durch § 39 NDSchG aufgehoben worden, soweit sie nicht zuvor schon nach § 101 der Niedersächsischen Bauordnung (NBauO, alte Fassung) außer Kraft getreten waren.
Schon vor dem Erlass des Niedersächsischen Denkmalschutzgesetzes gab es weitergehende denkmalrechtliche Bestimmungen, die über die am 1. Januar 1974 in Kraft getretene Niedersächsische Bauordnung geregelt waren.

### Novellierung von 1996
Durch die Novellierung des Niedersächsischen Denkmalschutzgesetzes vom 28. Mai 1996 wurde die Zusammenarbeit von Unteren Denkmalschutzbehörden und Institut für Denkmalpflege (Vorgänger des Niedersächsischen Landesamtes für Denkmalpflege) entscheidend geändert, indem das zuvor bei allen denkmalrechtlichen Entscheidungen erforderliche Einvernehmen mit der Landesfachbehörde entfiel.

### Novellierung von 2004
In Folge der Abschaffung der Bezirksregierungen entfiel im Rahmen des „Gesetzes zur Umsetzung der Verwaltungsmodernisierung im Geschäftsbereich des Ministeriums für Wissenschaft und Kultur“ vom 5. November 2004 auch die bis dahin geltende denkmalrechtliche Mittelinstanz der Oberen Denkmalschutzbehörden. Eine Folge war der Wegfall der bis dahin geltenden Widerspruchsmöglichkeit gegen denkmalrechtliche Entscheidungen, sodass seither im Streitfall sofort der Rechtsweg vor das Verwaltungsgericht erforderlich ist. Gleichzeitig wurde 2004 die Denkmalfachbehörde (bisher Institut für Denkmalpflege) in „Landesamt für Denkmalpflege“ umbenannt.

### Novellierung von 2011
Die Gesetzesnovelierung vom 26. Mai 2011 brachte mehrere Veränderungen:
- Das Verursacherprinzip galt indirekt schon vor der Gesetzesnovelle, musste aber aus anderen Bestimmungen abgeleitet werden. Es ist nun ausdrücklich auch in das Denkmalschutzgesetz hineingeschrieben (§ 6 Abs. 3). Danach ist der Veranlasser der Zerstörung eines Kulturdenkmals zur fachgerechten Untersuchung, Bergung und Dokumentation sowie zur Übernahme der Kosten im Rahmen des Zumutbaren verpflichtet.
- Herausragende Gegenstände der Geologie und der Paläontologie werden als eine neue und eigenständige Kategorie „Denkmale der Erdgeschichte“ im Denkmalschutzgesetz berücksichtigt (§ 3 Abs. 1). Darunter fallen zum Beispiel die Dinosaurierfährten von Obernkirchen.
- Das Schatzregal ist auf alle Funde von hervorragendem wissenschaftlichen Wert ausgedehnt worden (§ 18).
- In allen Angelegenheiten der Bodendenkmalpflege haben die Unteren Denkmalschutzbehörden ohne Fachpersonal das Landesamt für Denkmalpflege wieder zu beteiligen („Benehmensherstellung“), § 20 neuer Absatz 2.
- Das UNESCO-Welterbe wird in der Form erwähnt, dass das Niedersächsische Landesamtes für Denkmalpflege bei Maßnahmen von nicht unerheblicher Bedeutung einzubeziehen ist (§ 21 Abs. 2). Dies betrifft die Welterbestätten des Hildesheimer Doms und der Hildesheimer Michaelis-Kirche, des Rammelsbergs, der Altstadt Goslar, der Oberharzer Wasserwirtschaft und des Fagus-Werks.

## Kulturdenkmäler
Die Kulturdenkmäler werden im  Niedersächsischen Denkmalschutzgesetz unterschiedlich kategorisiert, und zwar nach:
- dem ihnen zukommenden Schutz in Einzelkulturdenkmäler und Gruppen baulicher Anlagen
- ihrem Entstehungs- und Konservierungsprozess in Bau- und Bodendenkmäler
- nach ihrer sachenrechtlichen Qualität in
  - verborgene und bewegliche Sachen,
  - Sachgesamtheiten,
  - Spuren von Sachen, die von Menschen geschaffen oder bearbeitet worden sind.

Das Landesamt für Denkmalpflege führt ein Verzeichnis der Kulturdenkmale. Die unteren Denkmalschutzbehörden und die Gemeinden führen für ihr Gebiet Auszüge aus dem Verzeichnis, in das jedermann Einblick nehmen kann.

### Einzelkulturdenkmäler
Ein Gegenstand ist Kulturdenkmal, wenn an seinem Erhalt aus
- geschichtlichen,
- künstlerischen,
- wissenschaftlichen oder
- städtebaulichen Gründen

ein öffentliches Interesse an seiner Erhaltung besteht. Ist eines dieser Kriterien erfüllt, handelt es sich um ein Kulturdenkmal und es ist schutzwürdig, d. h. wenn es zerstört oder verändert werden soll, muss das genehmigt werden. Kulturdenkmale sind Baudenkmale, Bodendenkmale und bewegliche Denkmale. Pflanzen, Frei- und Wasserflächen in der Umgebung eines Baudenkmals und Zubehör eines Baudenkmals können Teile des Kulturdenkmals sein, wenn sie mit diesem eine erhaltenswerte Einheit bilden.

### Baudenkmäler
Baudenkmäler sind die Kategorie der Kulturdenkmäler, die im öffentlichen Bewusstsein am präsentesten ist. Wird das Begriffspaar Bau-/Bodendenkmal verwandt, so zählen Gartendenkmäler, technische Denkmäler und Kleindenkmäler zu den Baudenkmälern. Für Baudenkmäler ist mit Unterstützung der öffentlichen Hand eine Nutzung anzustreben, die ihren Erhalt auf Dauer gewährleistet.

### Bodendenkmäler
Nach dem Niedersächsischen Denkmalschutzgesetz ist ein Bodendenkmal ein Kulturdenkmal. Dies gilt auch für bewegliche Denkmale. Es handelt sich dabei um eine mit dem Boden verbundene oder von ihm oder unter Wasser verborgene und von Menschen geschaffene Sache, die Zeugnis, Überrest oder Spur menschlichen Lebens ist und für die Ausgrabungen und Funde in der Regel eine der Hauptquellen wissenschaftlicher Erkenntnisse sind. Diese Definition hat zur Folge, dass tierische oder pflanzliche Fossilien nicht zu den Kulturdenkmälern zählen.
Archäologische Befunde sollen in der Regel in ein Verzeichnis der Kulturdenkmäler eingetragen werden. Dies ist aber nicht Voraussetzung für den denkmalrechtlichen Schutz. Jedermann kann Einblick in das Verzeichnis und die Auszüge nehmen. Die Einsichtnahme ist bei beweglichen Denkmälern und Zubehör von Baudenkmälern aber eingeschränkt, um Zerstörung oder Diebstahl vorzubeugen. In diesen Fällen darf das Verzeichnis nur von Eigentümern oder sonstigen dinglich berechtigten Personen eingesehen werden.
Erlaubnispflichtig sind Ausgrabungen und das Bergen von Funden. Ausgenommen sind amtliche Nachforschungen. Genehmigungen erteilt die zuständige Denkmalschutzbehörde.
Grabungsschutzgebiete sind vorgesehen und müssen durch Verordnung ausgewiesen werden. Außer landwirtschaftlicher Tätigkeit sind dort alle Arbeiten, die das Kulturdenkmal gefährden könnten, genehmigungspflichtig.
Eigentümer und Besitzer von Bodendenkmälern müssen dulden, dass Kulturdenkmäler mit Hinweisschildern gekennzeichnet werden.
Beim zufälligen Fund eines Bodendenkmals müssen Entdecker, Eigentümer des Fundgrundstücks und/oder der Leiter der Arbeiten, bei denen der Fund gemacht wurde, diesen unverzüglich der Denkmalschutzbehörde, der Gemeinde oder einem Beauftragten für die archäologische Denkmalpflege anzeigen. Fund und Fundstelle sind dann bis zu vier Werktage lang unverändert zu erhalten, um der Denkmalschutzbehörde die Möglichkeit für weitere notwendige Maßnahmen zu geben. Sie ist berechtigt, Funde zu bergen, die Fundumstände zu klären und Sicherungsmaßnahmen vorzunehmen. Diese Regel berührt die Eigentumsfrage bei beweglichen Denkmalen nicht. Eigentümer oder Besitzer des Bodenfundes müssen diesen der Denkmalschutzbehörde zur wissenschaftlichen Auswertung, Konservierung oder Dokumentation vorübergehend überlassen. In Niedersachsen gibt es in beschränktem Umfang ein Schatzregal für Funde, die bei einer staatlichen Nachforschung entdeckt werden. Im Übrigen gelten die allgemeinen Regeln des § 984 BGB, d. h. je zur Hälfte gehört der Fund dem Finder und dem Grundstückseigentümer.

## Eingriffe in das Kulturdenkmal

### Zumutbarkeit
Das Niedersächsische Denkmalschutzgesetz richtet sich vor allem an die Eigentümer, daneben auch an die Erbbauberechtigten und Nießbraucher sowie an jeden, der die tatsächliche Gewalt über das Kulturdenkmal ausübt, also z. B. Besitzer. Diese sind verpflichtet, ihr Kulturdenkmal zu erhalten und pfleglich zu behandeln. Allerdings gibt es Grenzen dieser Erhaltungspflicht: Sie muss wirtschaftlich zumutbar sein. Dies ergibt sich im Hinblick auf das verfassungsrechtlich garantierte Eigentum. Übersteigt der denkmalpflegerische Mehraufwand, also der Aufwand, ein Denkmal zu er- oder unterhalten, die zumutbaren Möglichkeiten des Eigentümers – einschließlich etwaiger steuerlicher Vorteile –, kann das mit Zuwendungen aus öffentlichen oder privaten Mitteln ausgeglichen werden. Ist auch das nicht möglich, reagiert der Staat auf zweierlei Weise:
- er erlaubt dem Eigentümer das Denkmal aufzugeben,
- er enteignet das Denkmal gegen eine angemessene Entschädigung in Geld.[14]

Dieser Mechanismus hat zur Konsequenz, dass Denkmaleigentümer durch ihr Denkmal nicht in unzumutbarer Weise belastet werden können.
Außerhalb der Unzumutbarkeit des Erhalts ist der Eingriff in ein Kulturdenkmal zu genehmigen, soweit
- das aus wissenschaftlichen Gründen im öffentlichen Interesse liegt,
- ein überwiegendes öffentliches Interesse anderer Art den Eingriff zwingend verlangt.

### Veränderungen am Kulturdenkmal
Bei einer beabsichtigten Veränderung ist die Maßnahme auf jeden Fall genehmigungspflichtig. Dies gilt für die Fälle, in denen
- ein Kulturdenkmal zerstört, verändert, instand gesetzt oder wiederhergestellt,
- ein Bau- oder Bodendenkmal oder ein Teil davon entfernt oder mit Werbemaßnahmen versehen,
- die Nutzung eines Baudenkmals geändert oder
- in der Umgebung eines Baudenkmals eine das Erscheinungsbild des Denkmals beeinflussende Anlage errichtet, geändert oder beseitigt

werden soll. Die Genehmigung kann an Bedingungen oder Auflagen geknüpft werden. Diese können sein, dass ein Sachverständiger an den Maßnahmen beteiligt oder die entstehende Beeinträchtigung des Kulturdenkmals minimiert wird, indem das Bodendenkmal z. B. archäologisch korrekt ausgegraben und dokumentiert wird. Damit wird zwar Substanz des Bodendenkmals aufgegeben, aber eine Dokumentation erstellt, die bis zu einem gewissen Grad den Wert des Denkmals für die Wissenschaft und seinen Zeugnischarakter erhält. Die Genehmigung wird erteilt – gegebenenfalls mit Bedingungen oder Auflagen –, wenn überwiegende Gründe des Gemeinwohls, d. h. des Erhaltungsgebots für Kulturdenkmäler, nicht entgegenstehen.

### Sofortmaßnahmen
Wenn bei Gefahr im Verzug Sofortmaßnahmen erforderlich sind, kann die Denkmalschutzbehörde entsprechend reagieren. Kommt der Unterhaltungspflichtige eines Kulturdenkmals seiner Verpflichtung nicht nach und wird dadurch das Kulturdenkmal gefährdet, kann er verpflichtet werden, erforderliche Erhaltungsmaßnahmen auszuführen. Weigert er sich und der Zustand eines Kulturdenkmals erfordert unverzügliches Einschreiten, können Denkmalschutzbehörden alle Maßnahmen ergreifen, die geeignet sind, die unmittelbare Gefahr für den Bestand des Kulturdenkmals abzuwenden. Eigentümer, Besitzer und sonstige Unterhaltungspflichtige können im Rahmen des Zumutbaren zur Erstattung der dabei entstehenden Kosten herangezogen werden.

### Kennzeichnung
Seit der Änderung des Niedersächsischen Denkmalschutzgesetzes im Jahre 2011 können Eigentümer ihre Bau- und Bodendenkmale mit einer Denkmalschutzplakette kennzeichnen, die vom Niedersächsischen Ministerium für Wissenschaft und Kultur als oberster Denkmalschutzbehörde herausgegeben wird. Die Plaketten werden auf Antrag von den unteren Denkmalschutzbehörden ausgegeben. Von 2012 bis 2017 wurden rund 400 Denkmalschutzplaketten ausgegeben. Sie waren mit ihrem Symbol von der Kennzeichnung nach der Haager Konvention zum Schutz von Kulturgut bei bewaffneten Konflikten von 1954 abgeleitet. Zur Identifikation mit dem Land Niedersachsen und aufgrund der Verwechselungsgefahr wurde am 1. Januar 2018 eine neue Plakette eingeführt, die für Bau- und Bodendenkmale gleichermaßen gilt. Sie zeigt das Sachsenross als Landeswappen.

## Behörden und Zuständigkeiten

### Denkmalschutzbehörden
Der Verwaltungsaufbau der niedersächsischen Denkmalverwaltung ist zweistufig. Es gibt die Oberste Denkmalschutzbehörde beim Niedersächsischen Ministerium für Wissenschaft und Kultur, die die Fachaufsicht ausübt, außerdem die unteren Denkmalschutzbehörden der Landkreise und Städte mit eigener Bauaufsichtsbehörde. Die unteren Denkmalschutzbehörden handeln im „übertragenen Wirkungskreis“ für das Land. Bei der Wahrnehmung von Denkmalschutz und Denkmalpflege sollen das Land, die Gemeinden, Landkreise und sonstigen Kommunalverbände sowie die in der Denkmalpflege tätigen Einrichtungen und Vereinigungen und die Eigentümer und Besitzer von Kulturdenkmälern zusammenarbeiten. Da hier Reibungsflächen entstehen können, kann die oberste Denkmalschutzbehörde anstelle einer unteren Denkmalschutzbehörde tätig werden und anordnen, dass das Niedersächsische Landesamt für Denkmalpflege an Stelle einer unteren Denkmalschutzbehörde tätig wird.
Die unteren Denkmalschutzbehörden können für die Bau- und Kunstdenkmalpflege sowie für die archäologische Denkmalpflege ehrenamtliche „Beauftragte für Denkmalpflege“ bestellt werden. Deren Aufgabe ist es, die Denkmalschutzbehörden in allen Angelegenheiten zu beraten und zu unterstützen.

### Denkmalfachbehörde
Das Niedersächsische Landesamt für Denkmalpflege wirkt als staatliche Denkmalfachbehörde. Es hat insbesondere die Aufgaben,
1. die Denkmalschutz-, Bau- und Planungsbehörden, Kirchen und andere, insbesondere Eigentümer und Besitzer von Kulturdenkmälern, fachlich zu beraten,
2. Kulturdenkmäler zu erfassen, zu erforschen, zu dokumentieren und die Ergebnisse zu veröffentlichen,
3. das Denkmalverzeichnis aufzustellen und fortzuführen,
4. Restaurierungen und Grabungen durchzuführen,
5. wissenschaftliche Grundlagen für die Denkmalpflege zu schaffen,
6. zentrale Fachbibliotheken und Archive zu unterhalten.

### Örtliche Zuständigkeiten
Grundsätzlich gilt für die Zuständigkeit zum Vollzug des Denkmalschutzgesetzes sowie für denkmalrechtliche Genehmigungen von Maßnahmen an Kulturdenkmalen die territoriale Zugehörigkeit. Zuständig ist demnach die diejenige untere Denkmalschutzbehörde, in deren Bezirk sich das Kulturdenkmal befindet (§ 20 Abs. 1).
Allerdings gelten denkmalrechtliche Sonderregelungen, die von speziellen Eigentumsverhältnissen ausgehen. Sie gelten für Kulturdenkmale der Bundesrepublik Deutschland und des Landes Niedersachsen  (§ 10 Abs. 5), der Klosterkammer (§ 10 Abs. 5), der katholischen und evangelischen Kirchen (§ 36) sowie für Kulturdenkmale im Bereich der Bundeswasserstraßen oder Küstengewässer (§ 20 Abs. 1).